# 丰田TNGA
TNGA平台（英語：Toyota New Global Architecture，直译：丰田新全球架构）在中國譯作「丰巢概念」，是日本丰田汽车旗下的模組化汽车平台，自2015年首度應用在第4代豐田Prius的量產後持續發展至今，已用於生产丰田、Lexus的多款车型。依據設計方案的要求，TNGA平台可兼容不同尺寸的车型和選用前轮、后轮或四轮驱动配置，並藉由平台在多種車款間的通用性來節約研發與製造的成本。
相比丰田先前推出的平台，TNGA平台更著重在車体剛性與降低重心的改良，一定程度上提高了安全性和操控性。

## 应用

### TNGA-B（GA-B）
取代丰田B平台，比TNGA-C更为紧凑，以前置引擎（横向）、前轮或四轮驱动的次緊湊型車为主。
生产年表:
- 2020年至今：豐田Yaris（XP210）[6]
- 2020年至今：豐田Yaris Cross（XP210）
- 2021年至今：豐田Aqua（XP210）
- 2023年至今：凌志LBX（AY10）

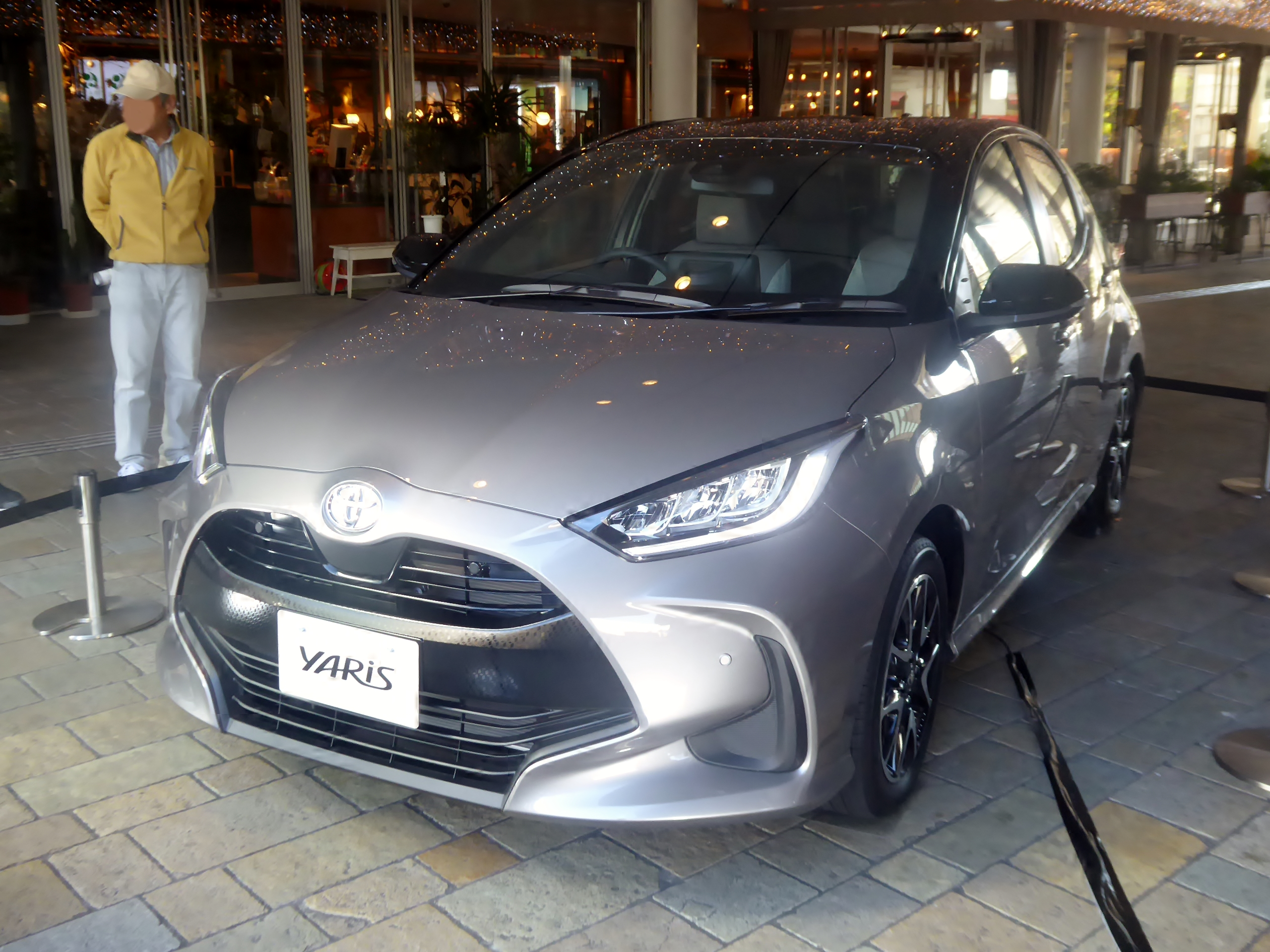
丰田致炫

### TNGA-C（GA-C）
取代丰田MC平台，以前置引擎（横向）、前轮或四轮驱动的緊湊型車为主。
生产年表:
- 2015至2022年：丰田Prius（XW50）[7]
- 2016年至2023年：丰田C-HR/奕泽（AX10）[8]
- 2018年至今：丰田Corolla/雷凌（E210）[9]
- 2018年至今：凌志UX（ZA10）[10]
- 2020年至今：豐田Corolla Cross（XG10）
- 2022年至今：豐田Innova（AG10）[11]
- 2023年至今：丰田Prius（XW60）
- 2023年至今：丰田C-HR/奕泽（AX20）

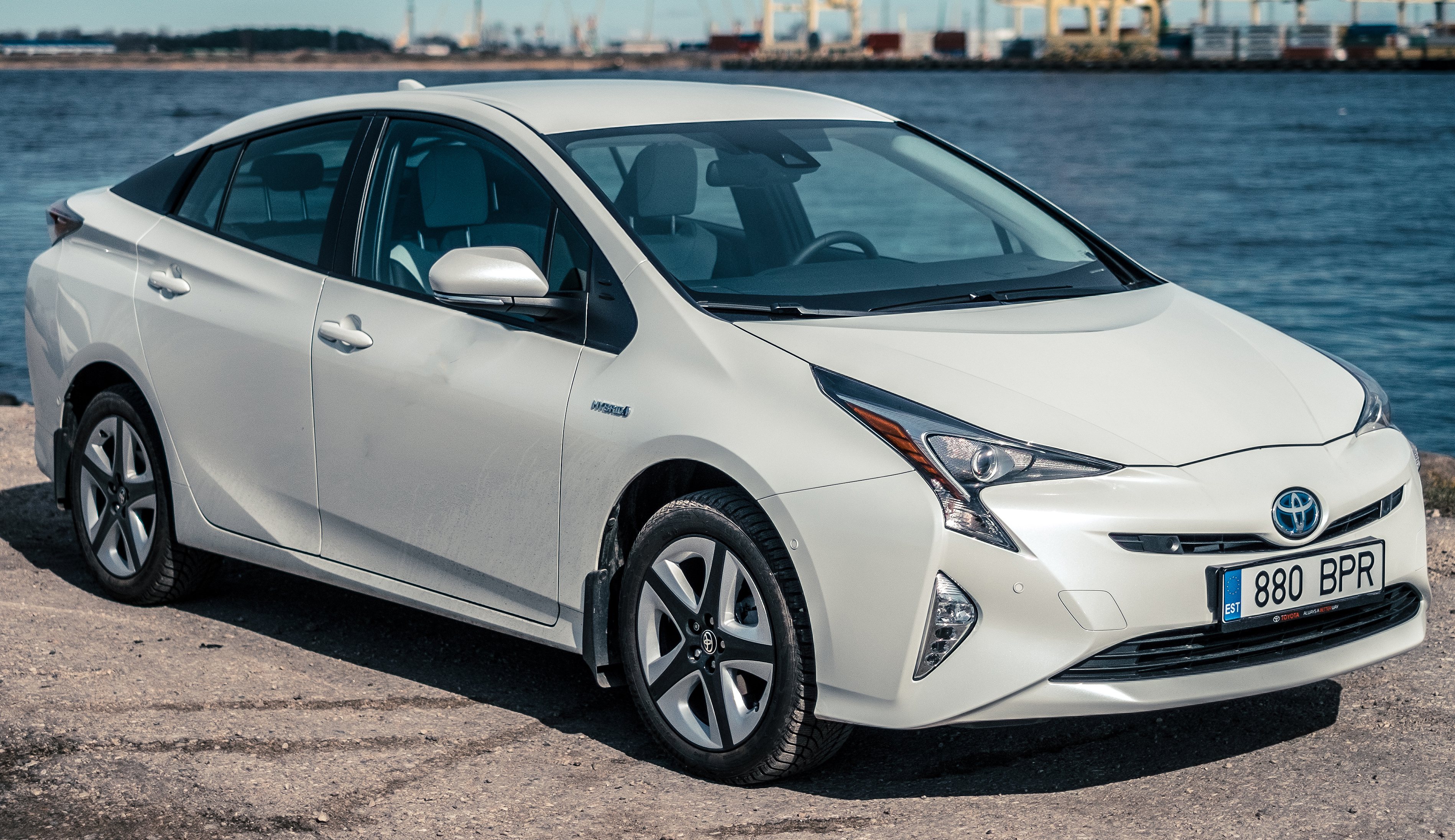
丰田Prius
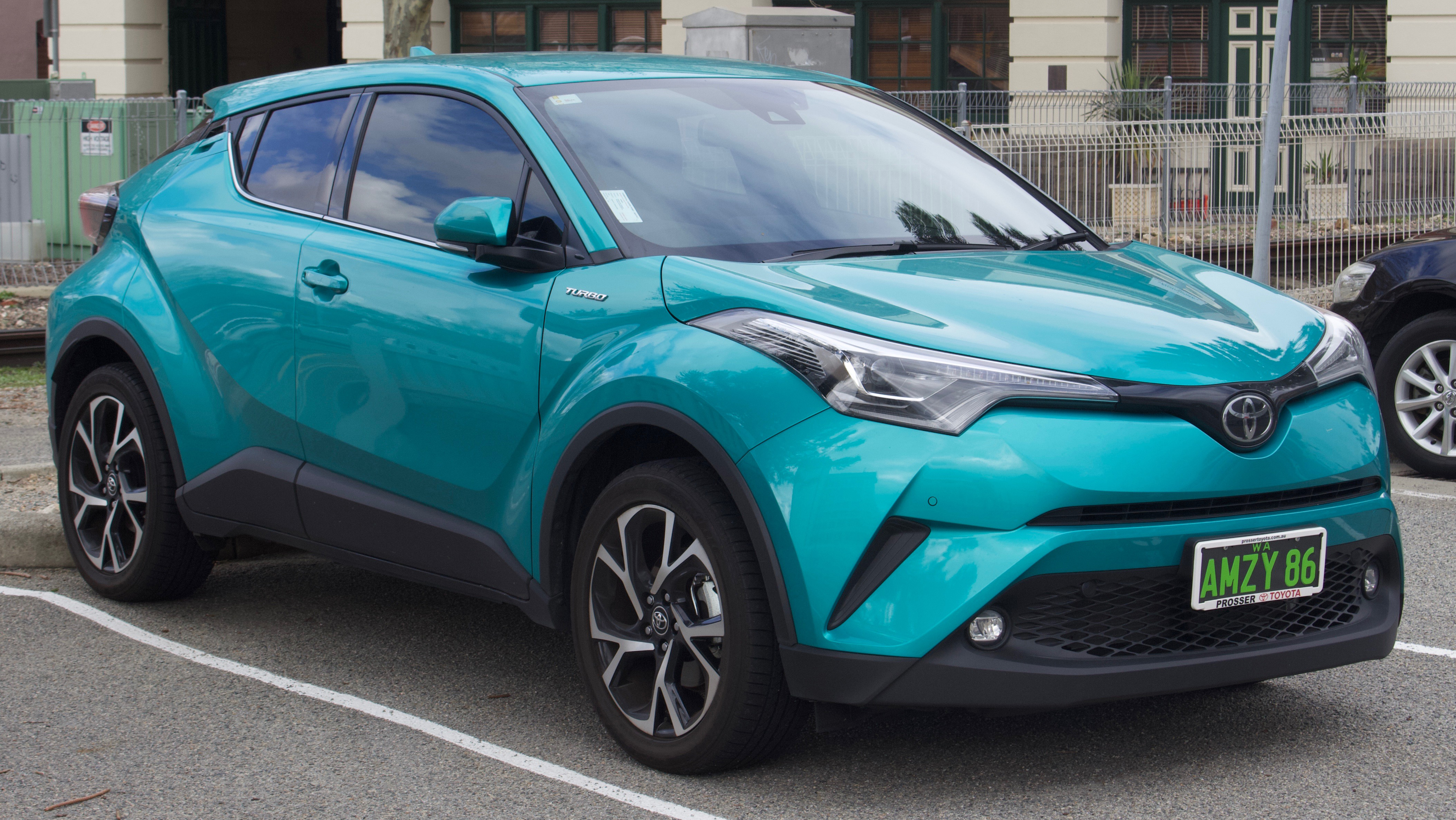
丰田C-HR（AX10）
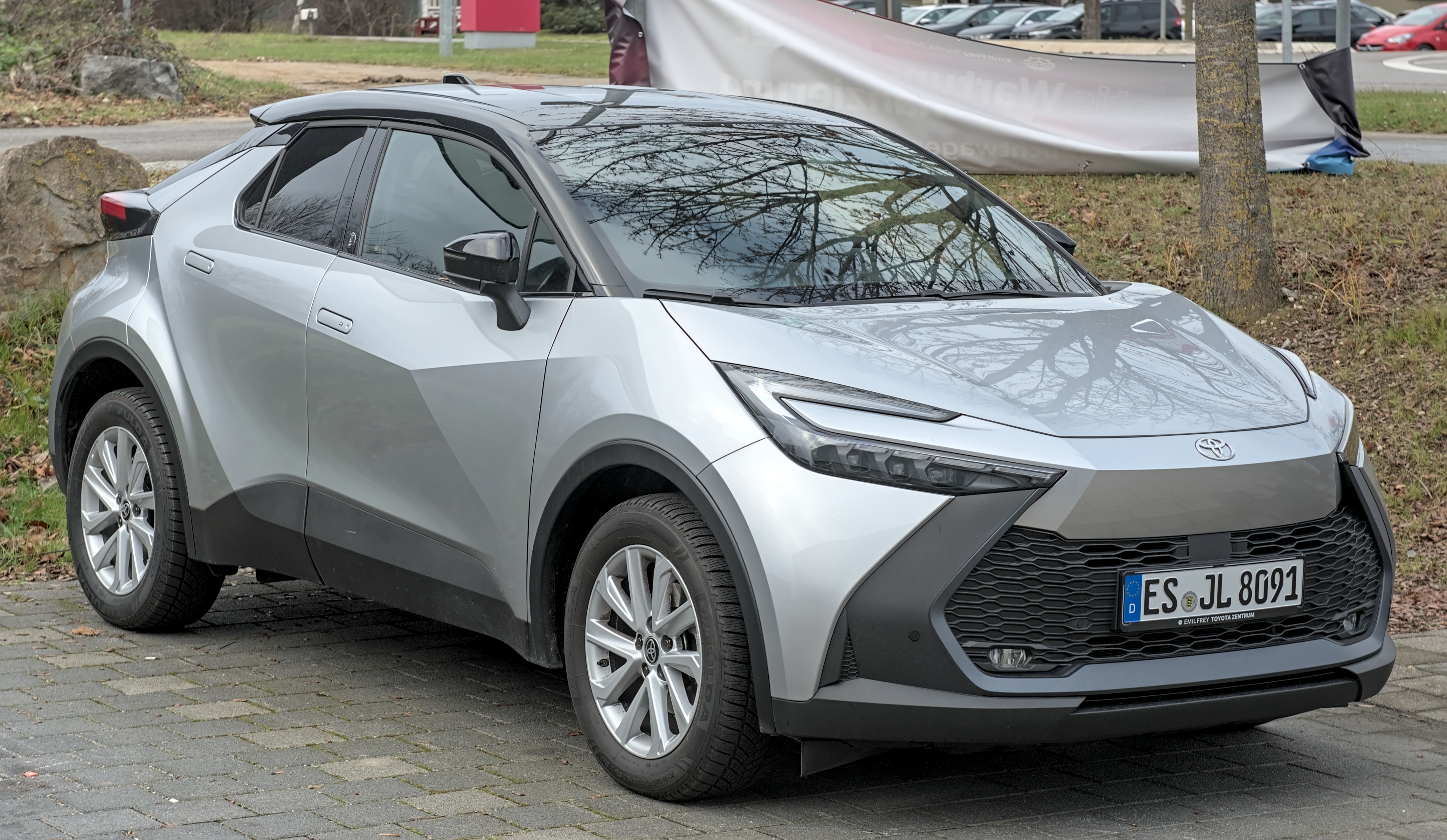
豐田C-HR（AX20）
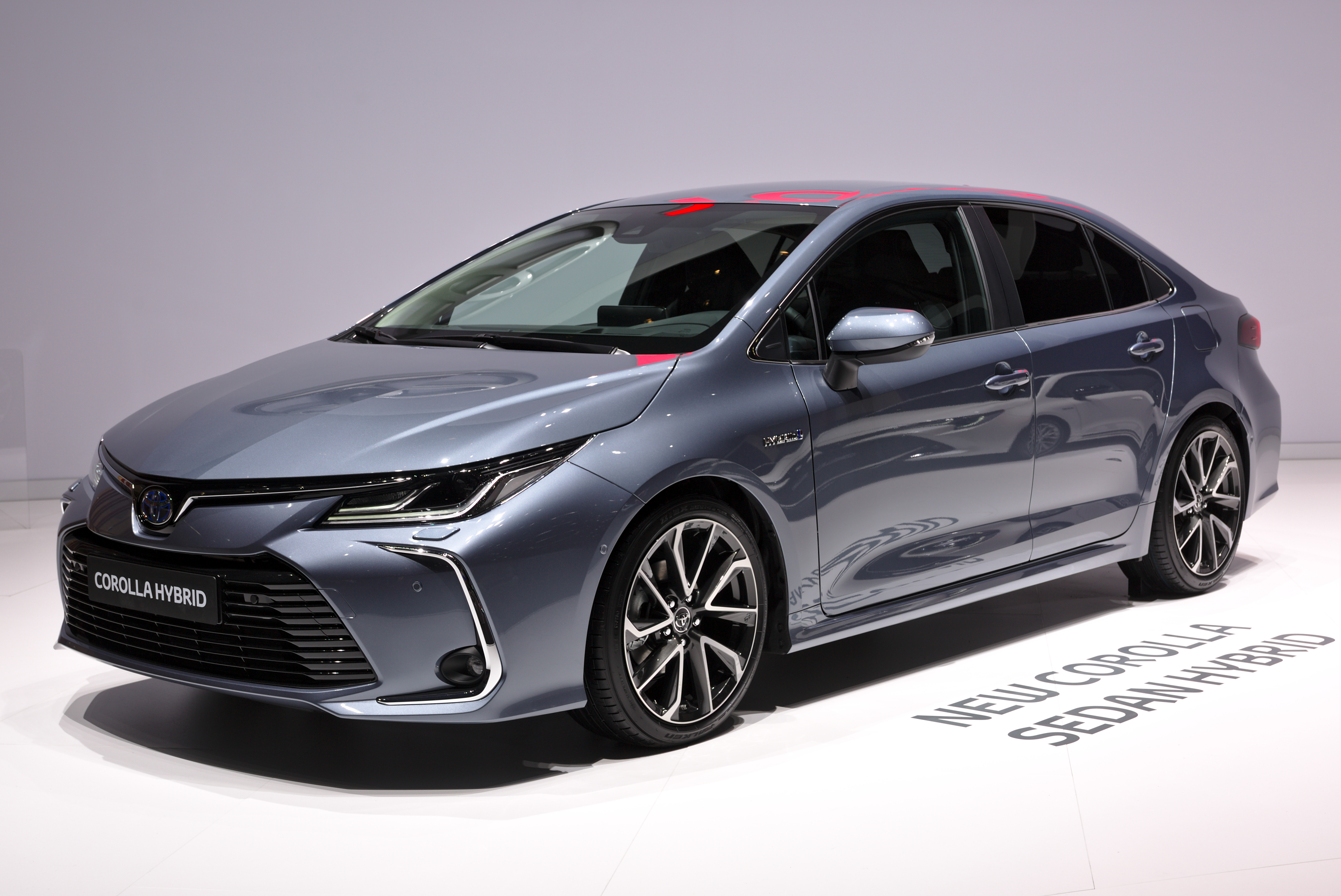
丰田卡罗拉
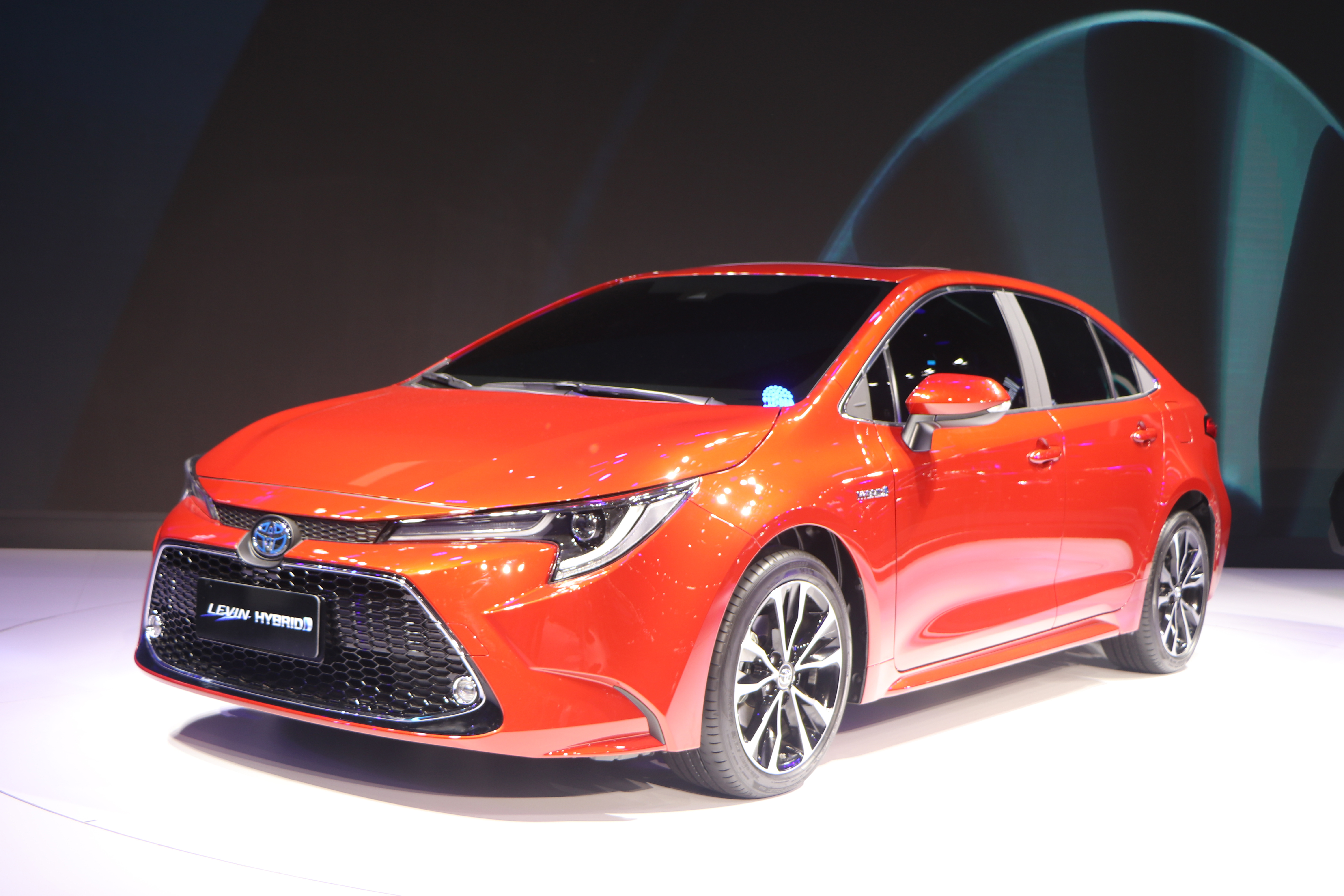
丰田雷凌
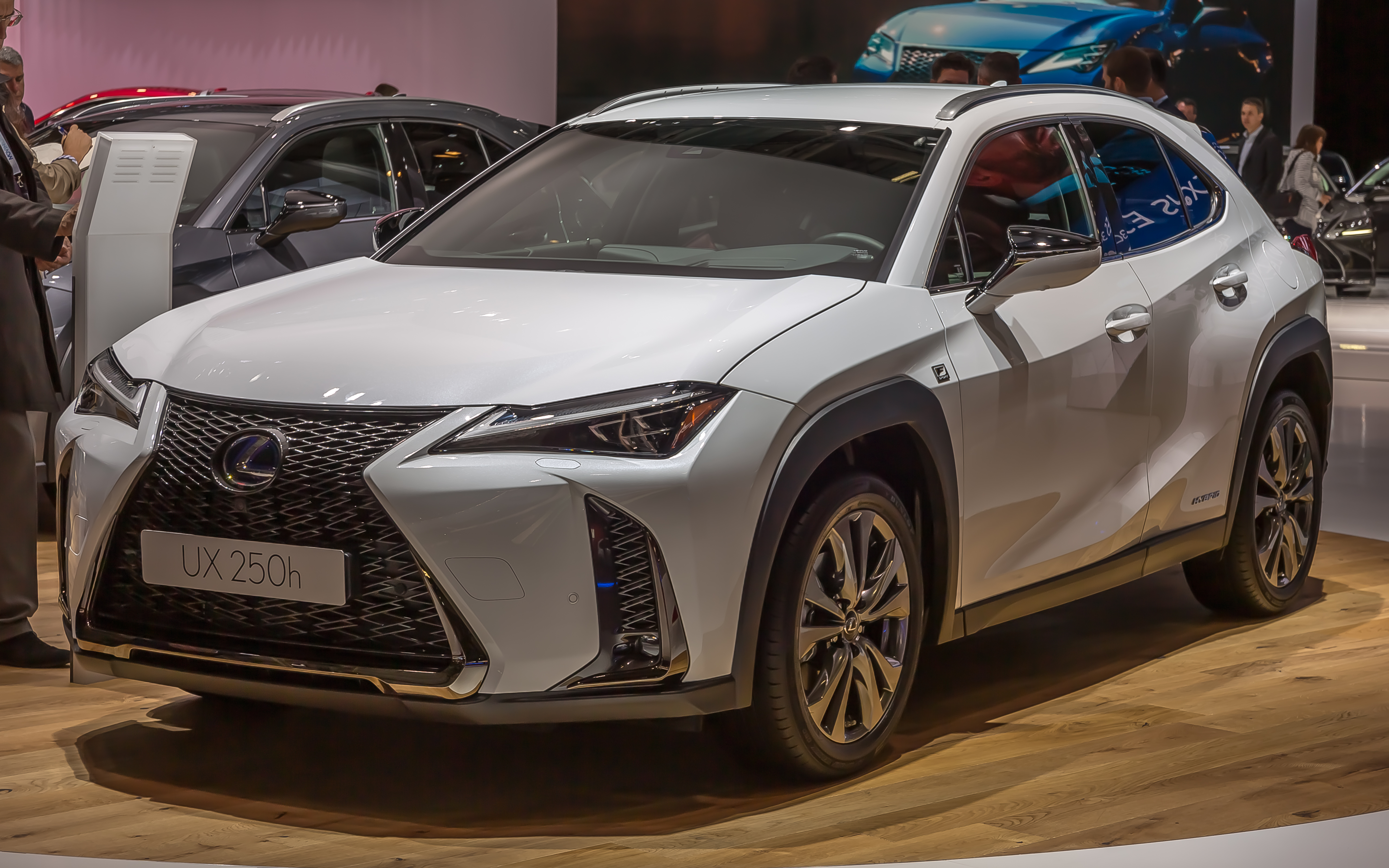
凌志UX

### TNGA-F（GA-F）
TNGA-F平台以中型和全尺寸SUV以及中型和全尺寸皮卡類別的分離式車架車輛為主。 其支援的軸距長度為2,850—4,180 mm（112.2—164.6英寸）。
製造年表：
- 2021年至今：豐田陸地巡洋艦（J300）[13]
- 2021年至今：Lexus LX（J310）[14]
- 2021年至今：Toyota Tundra（XK70）[15][16]
- 2022年至今：Toyota Sequoia（XK80）[17]
- 2023年至今：豐田普拉多（J250）
  - Lexus GX（J250）
- 2023年至今：Toyota Tacoma（N400）
- 2024年至今：豐田4Runner（N500）

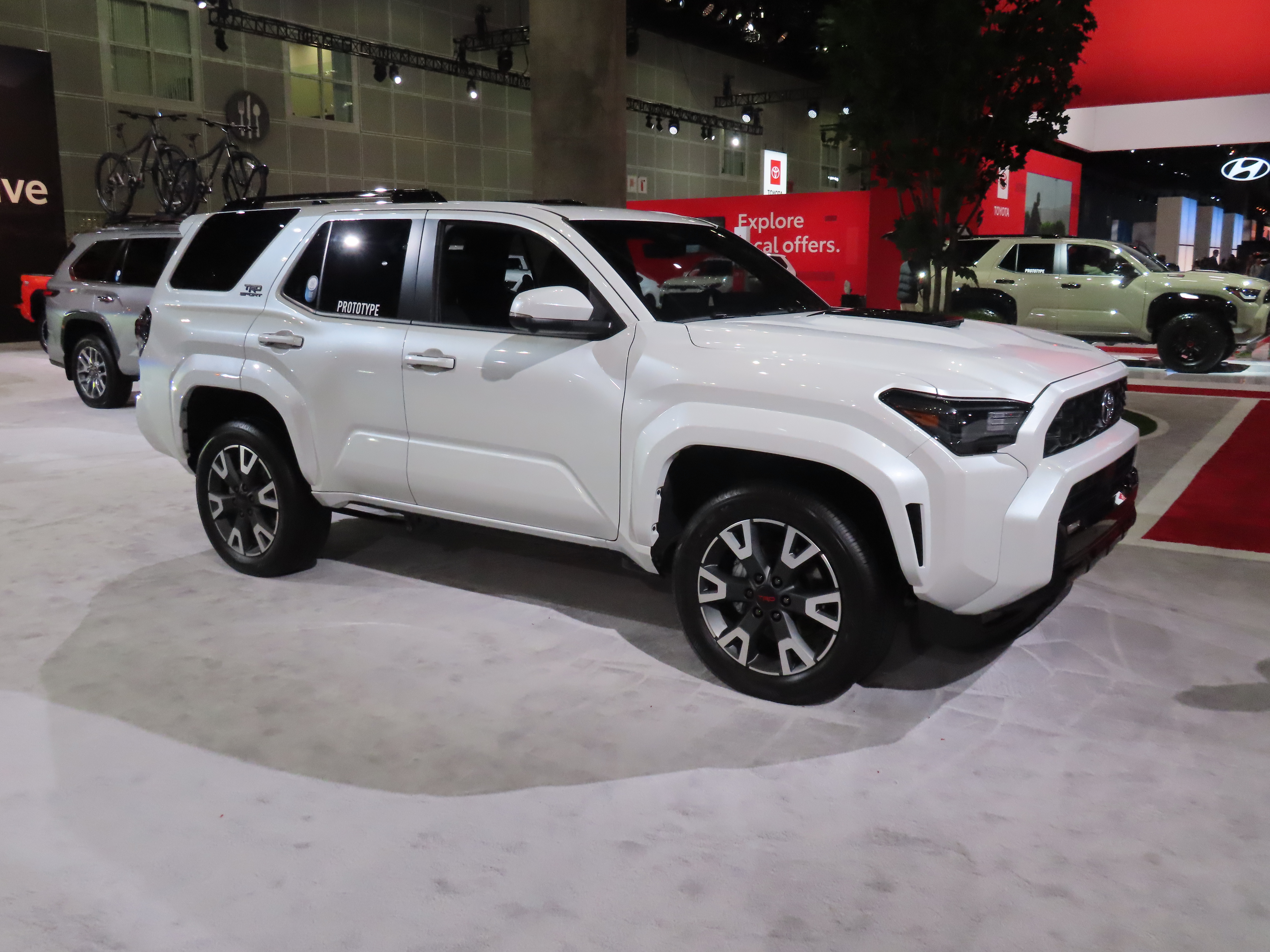
豐田4Runner
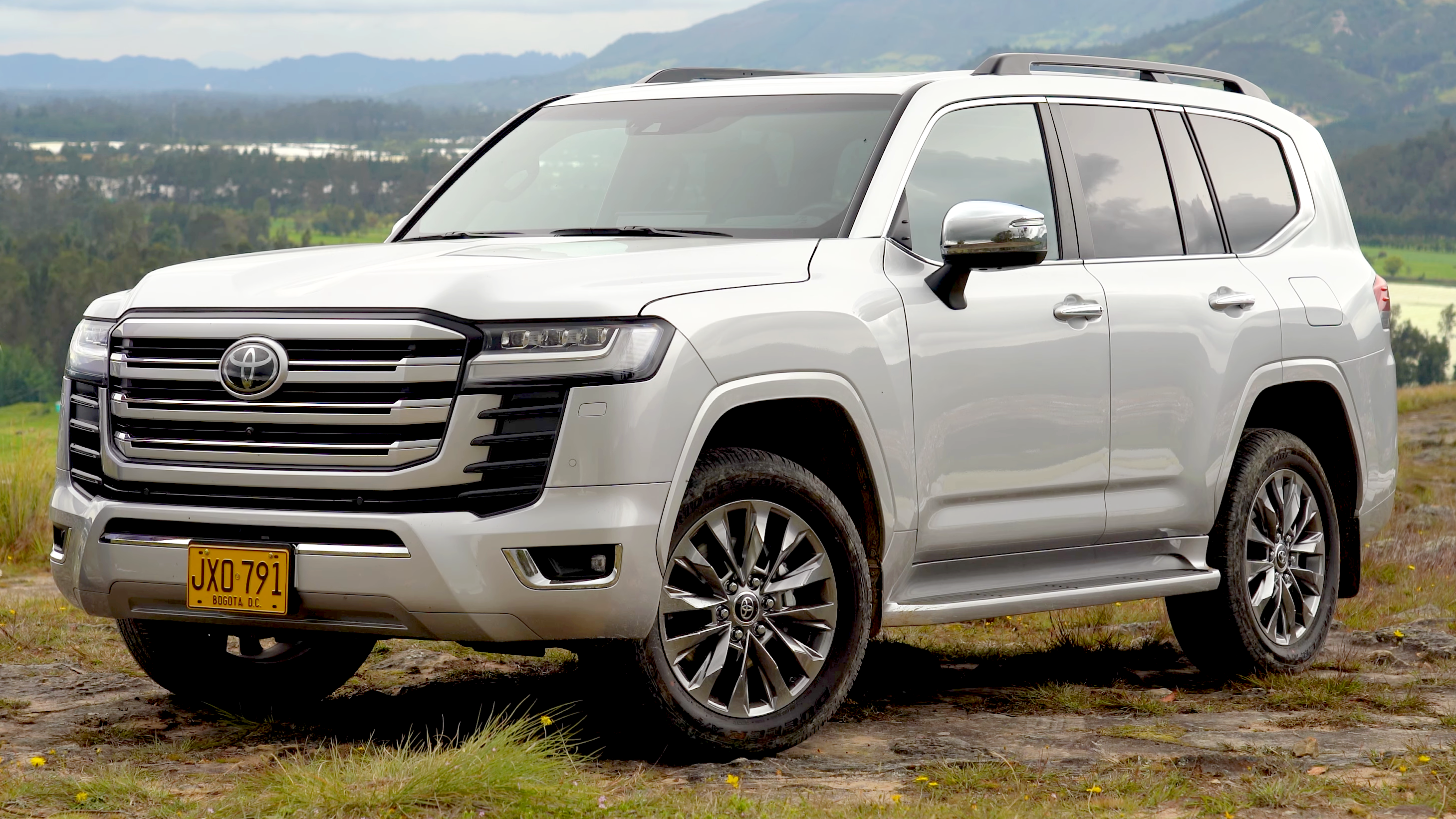
豐田Land Cruiser
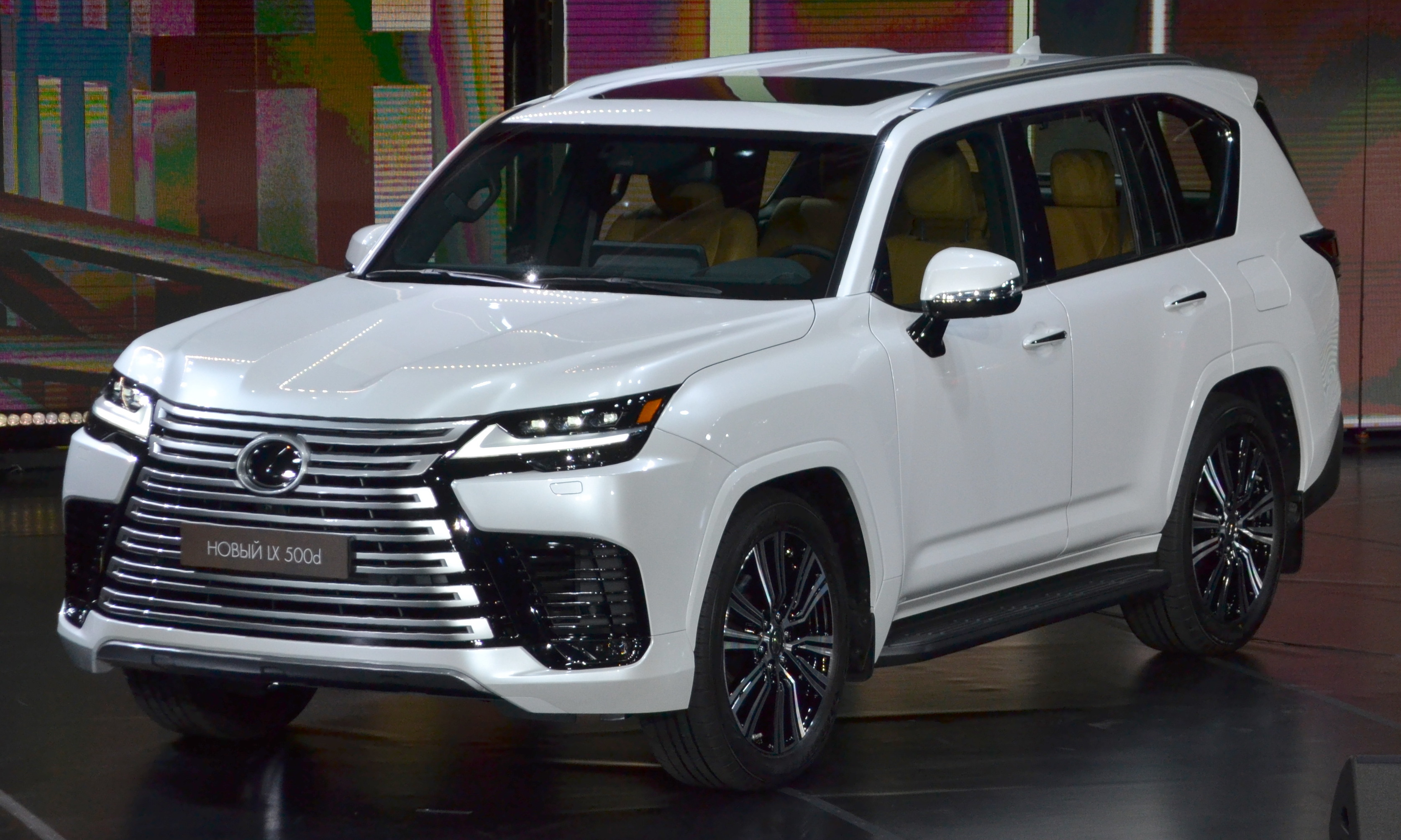
凌志LX
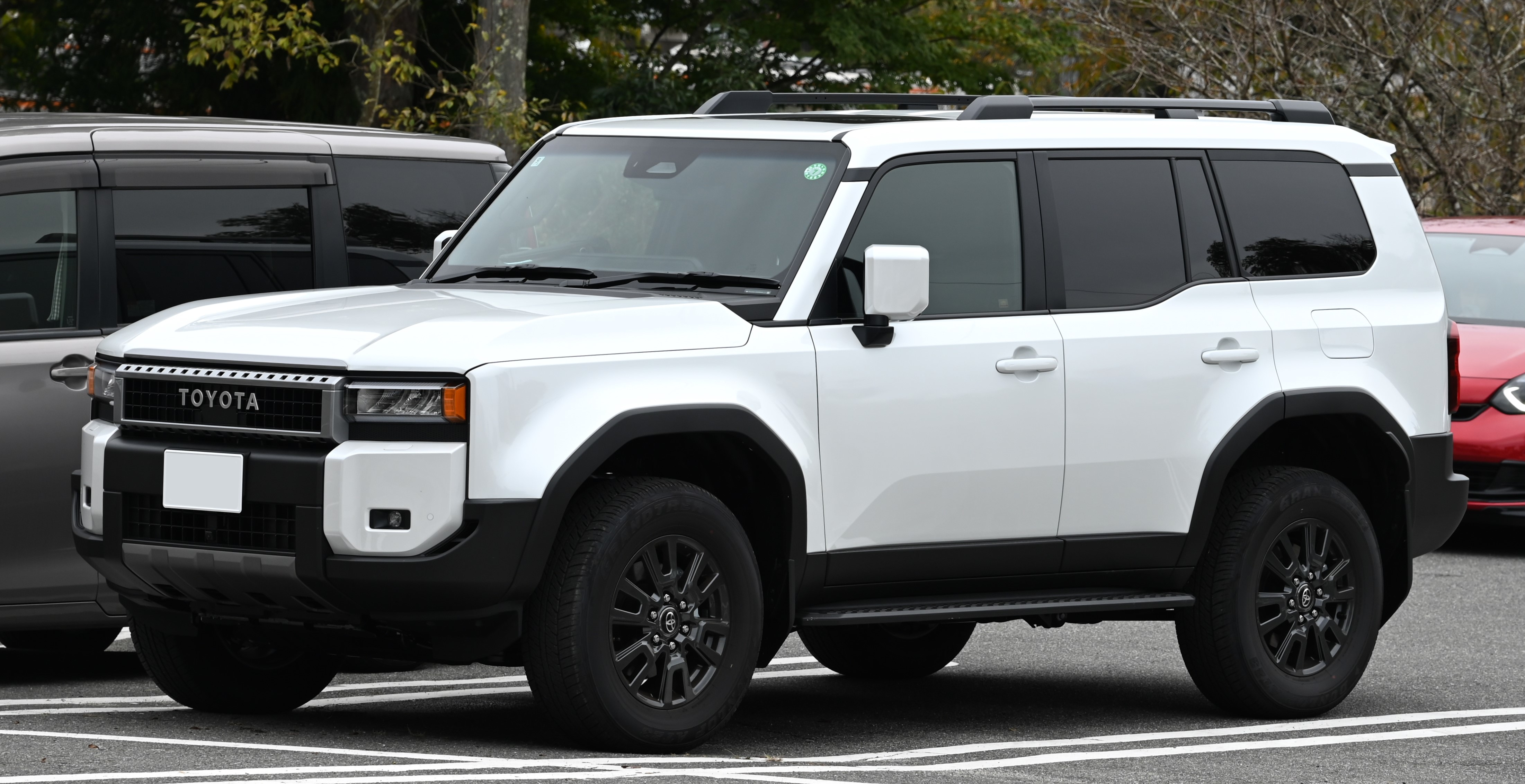
豐田Prado
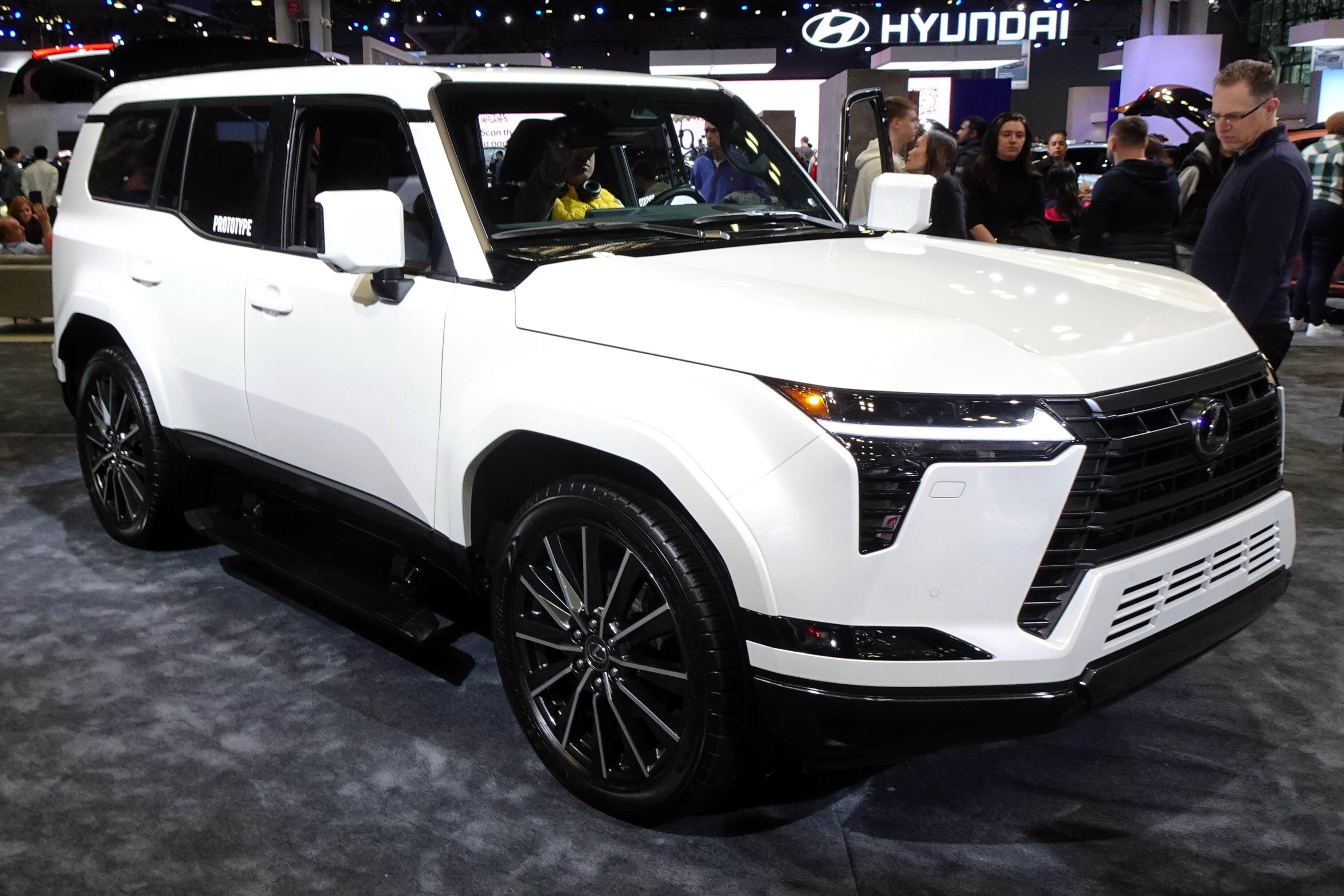
凌志GX
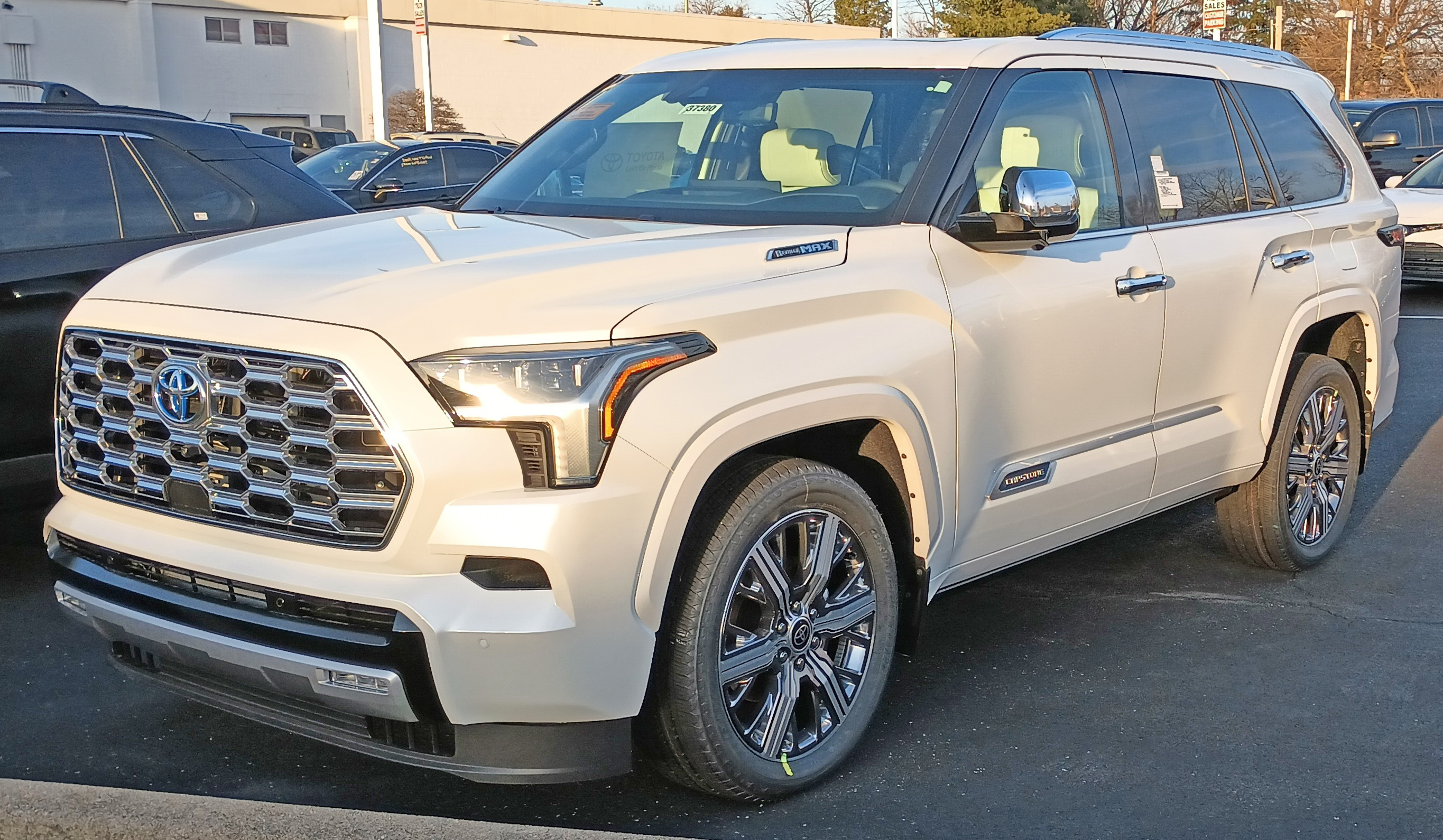
豐田Sequoia
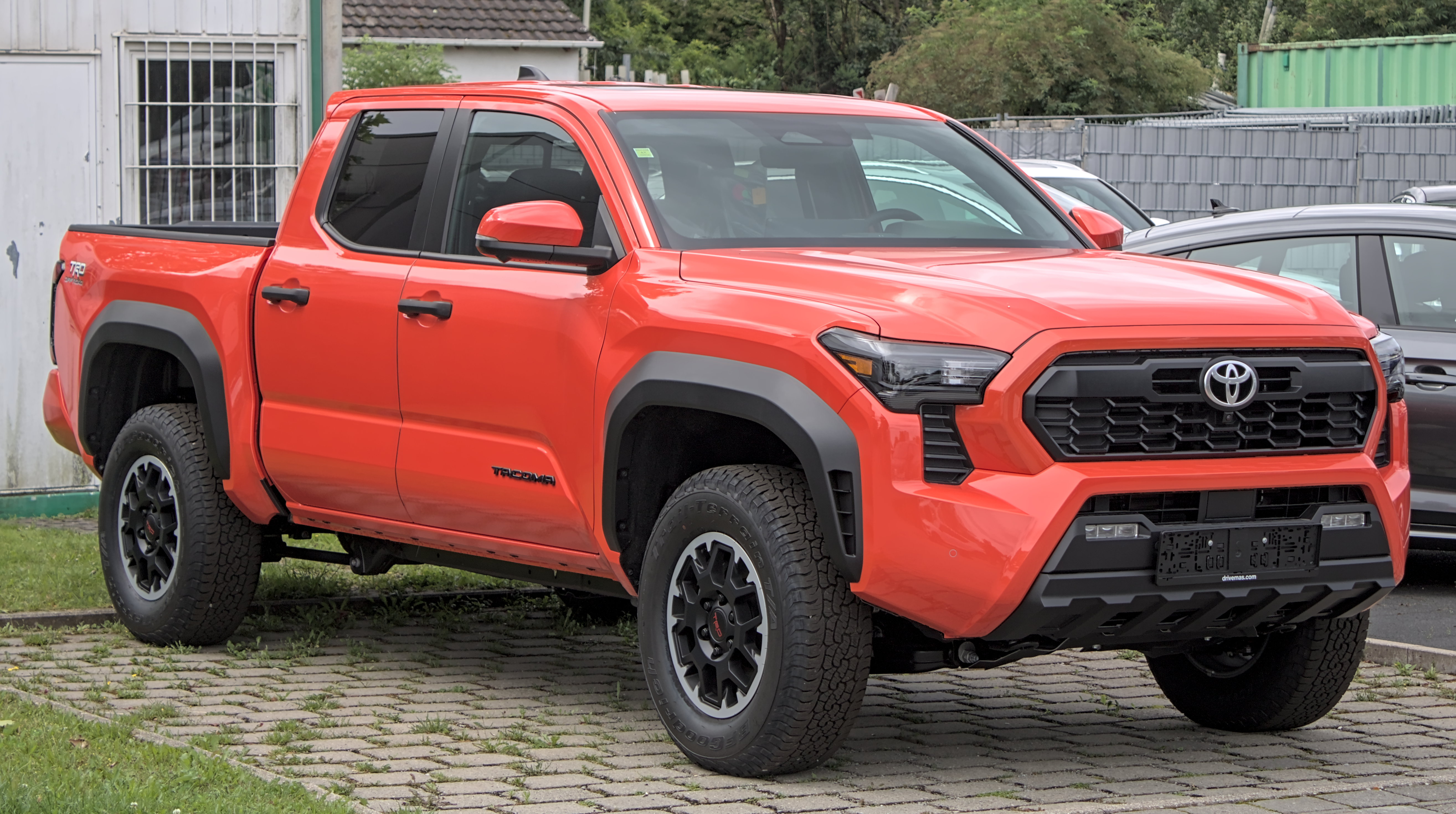
豐田Tacoma
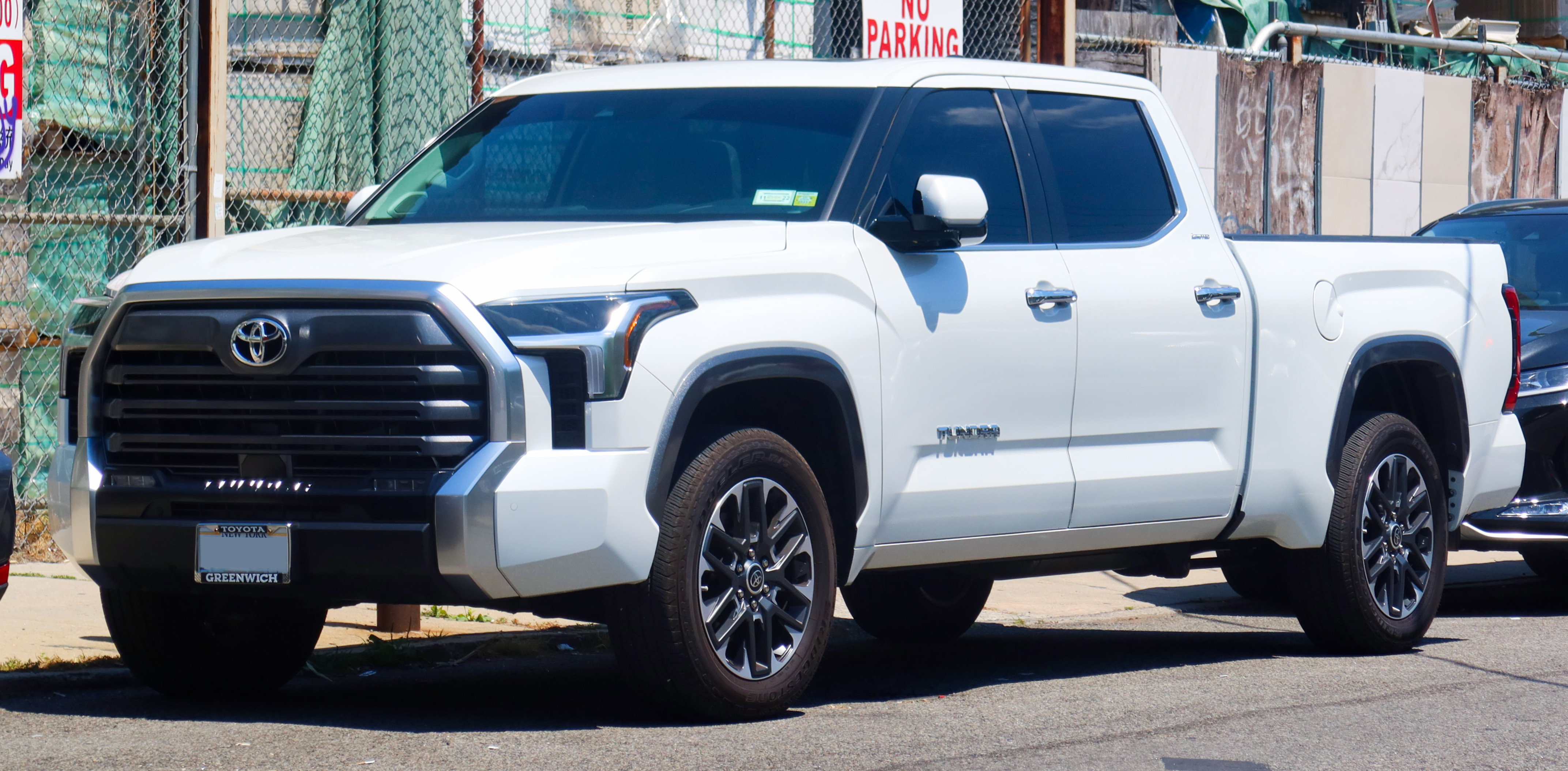
豐田Tundra

### TNGA-K（GA-K）
取代丰田K平台，以前置引擎（横向）、前轮或四轮驱动车型为主。
生产年表:
- 2017年至2023年：豐田Camry（XV70）[18]
- 2018年至今：豐田Avalon（XX50）[19]
- 2018年至今：凌志ES（XZ10）[20]
- 2018年至今：豐田RAV4（XA50）[21][22]
- 2019年至今：豐田Highlander（XU70）[23][24]
- 2020年至今：豐田Harrier（XU80）
- 2020年至今：豐田Sienna（XL40）
- 2021年至今：凌志NX（AZ20）
- 2022年至今：丰田Crown Crossover（S235）
- 2022年至今：凌志RX（ALA10）
- 2023年至今：豐田Alphard（AH40）
- 2023年至今：丰田Crown Sport（S236）
- 2023年至今：凌志LM（AW10）
- 2024年至今：豐田Camry（XV80）

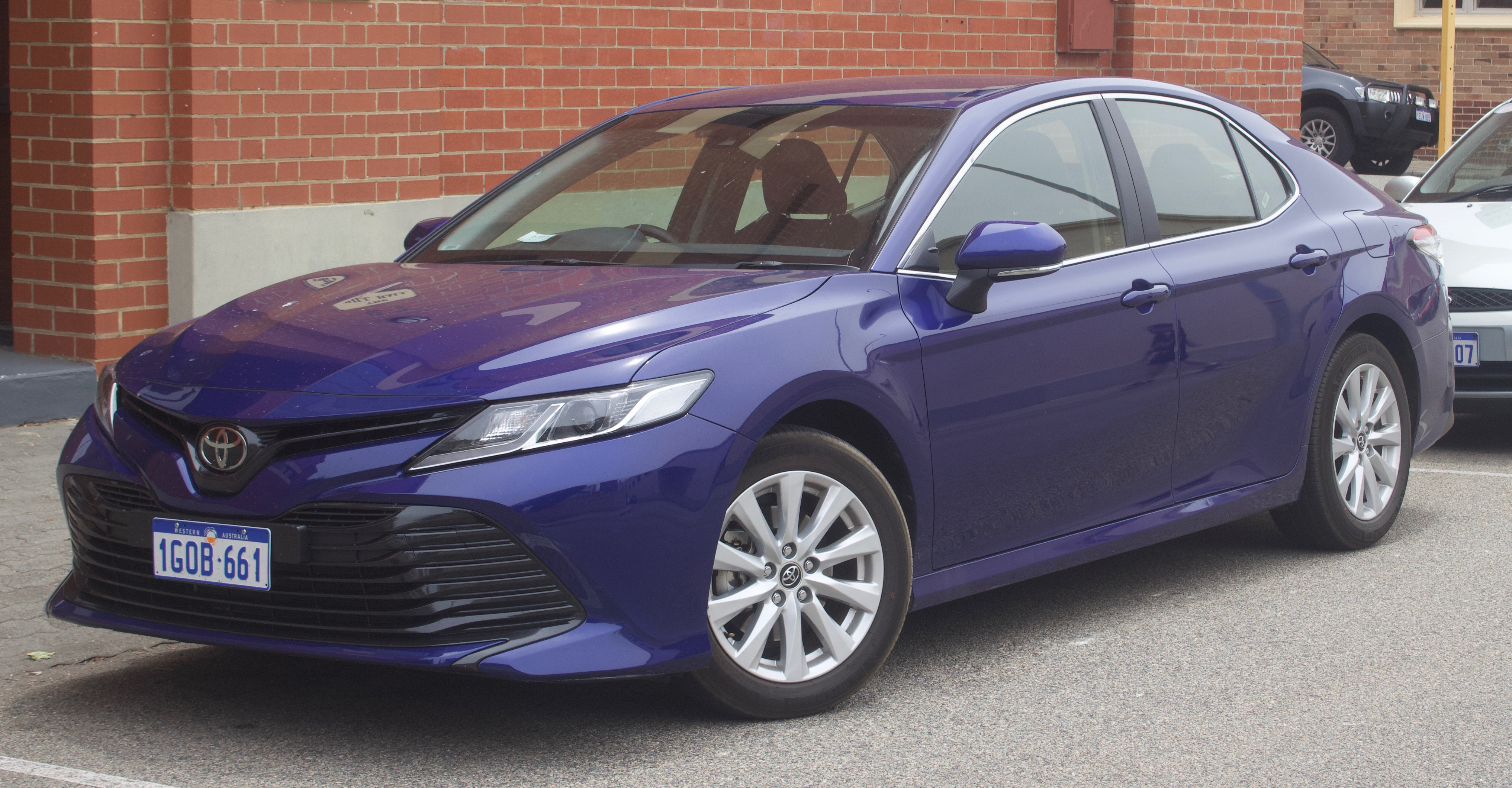
丰田凯美瑞
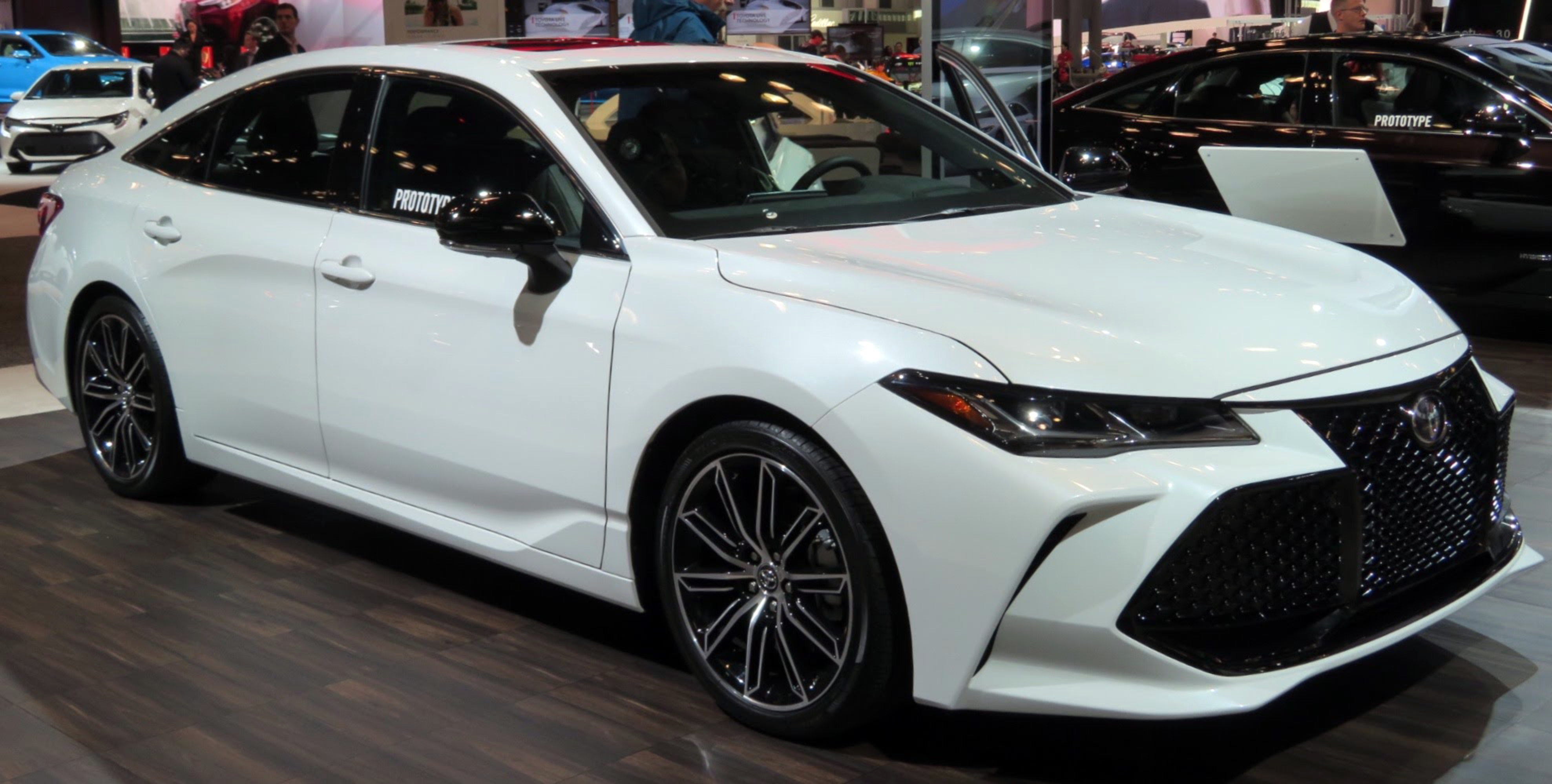
丰田亚洲龙
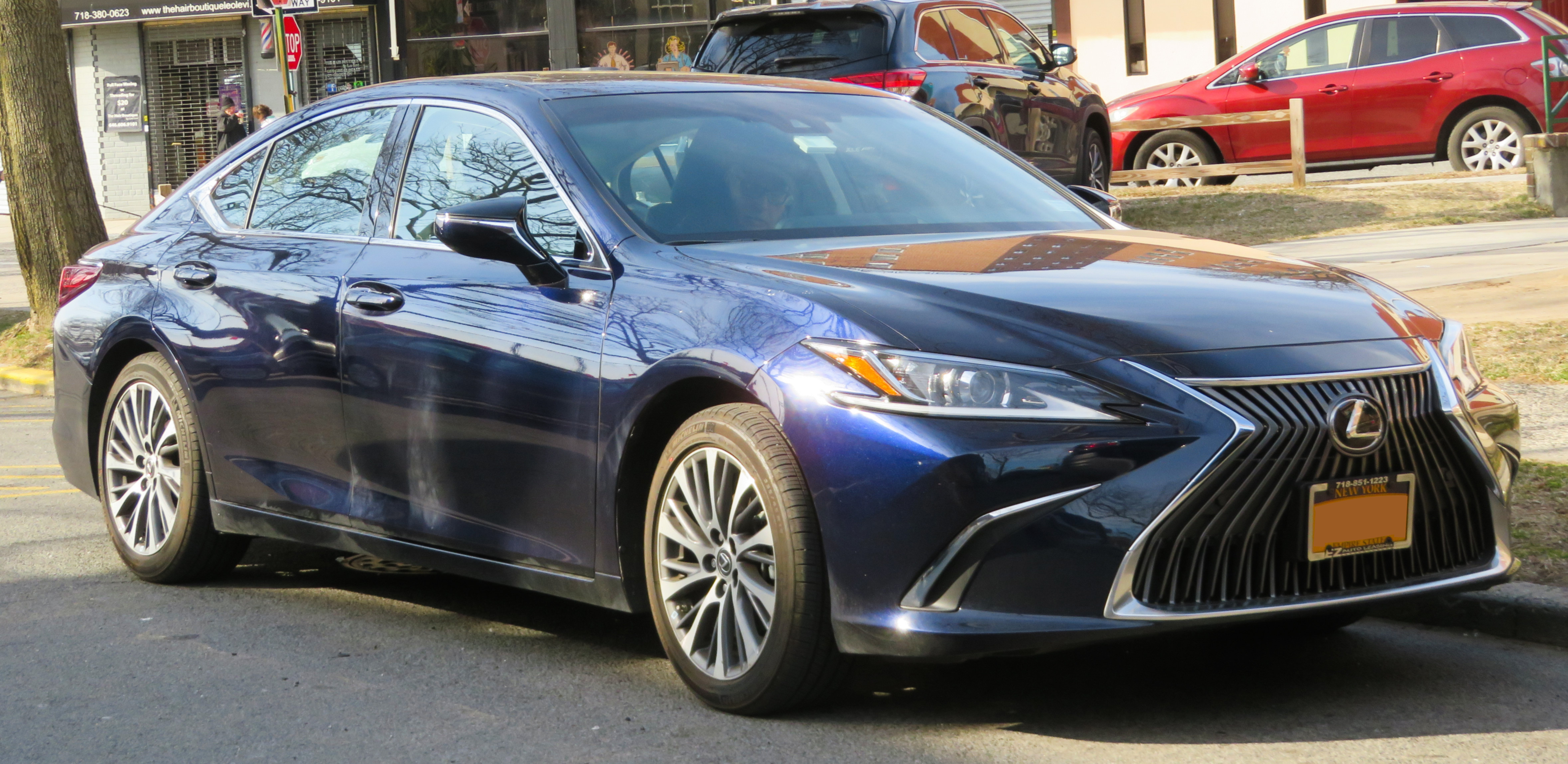
凌志 ES
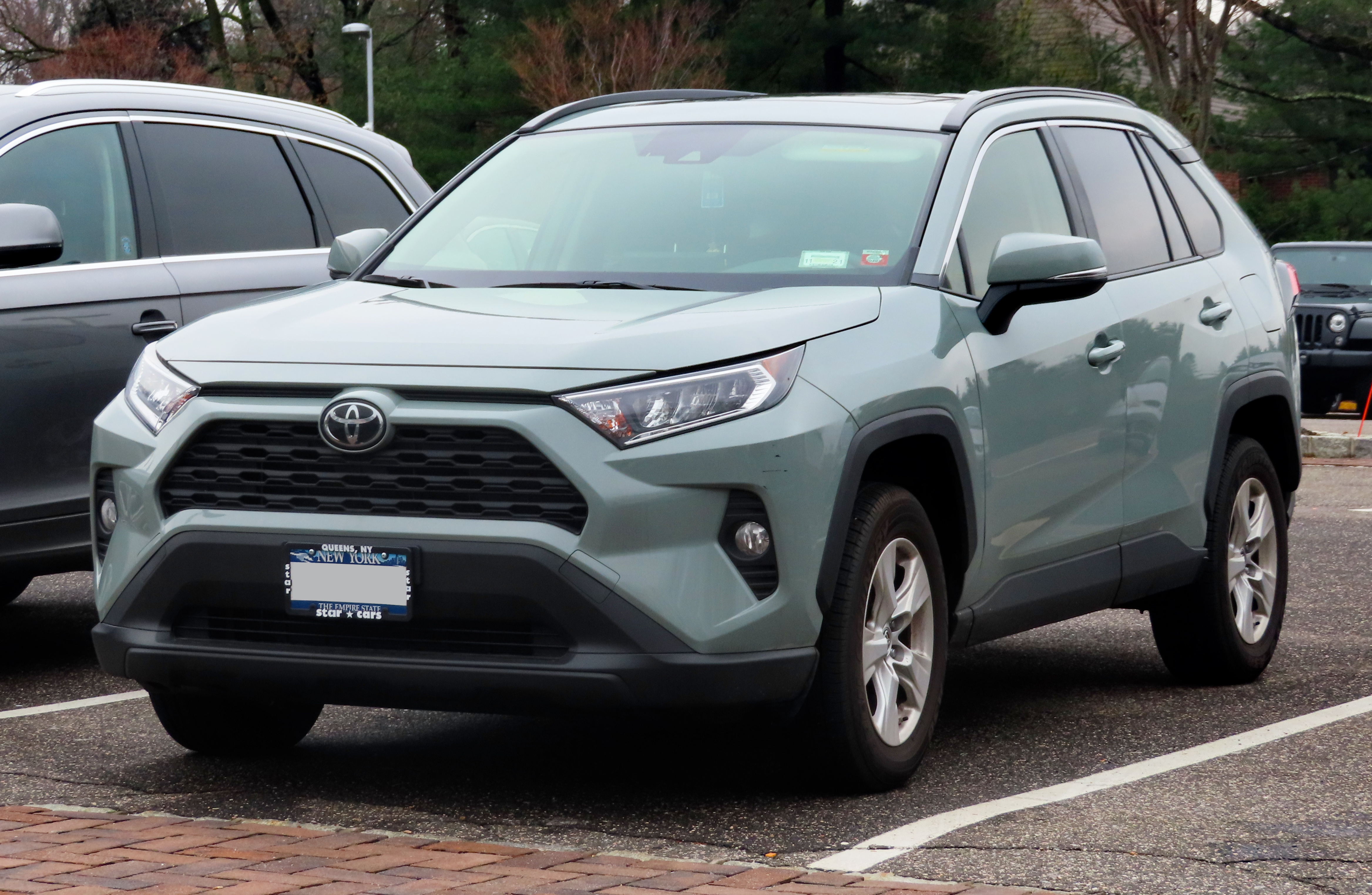
丰田RAV4
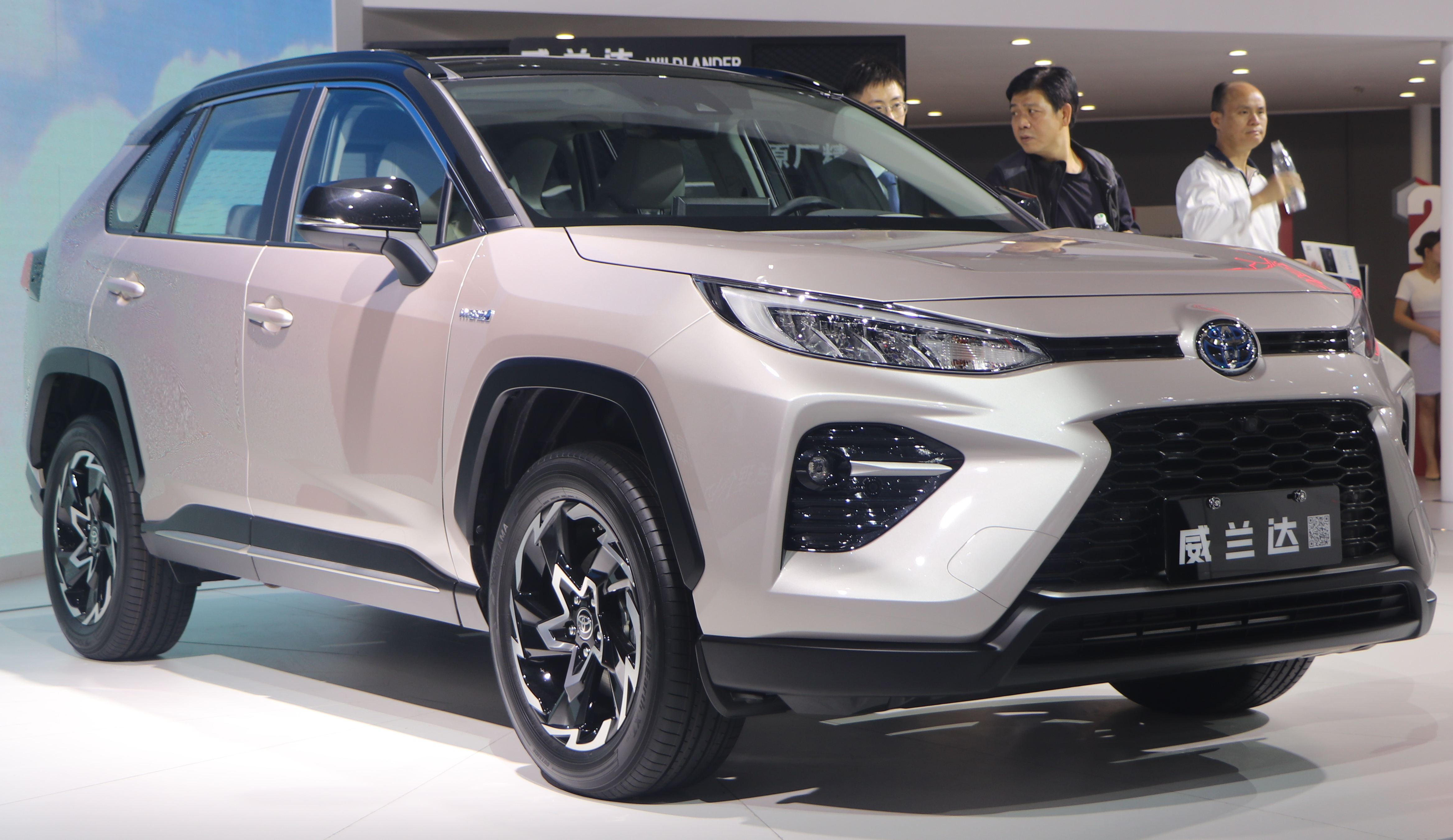
丰田威兰达
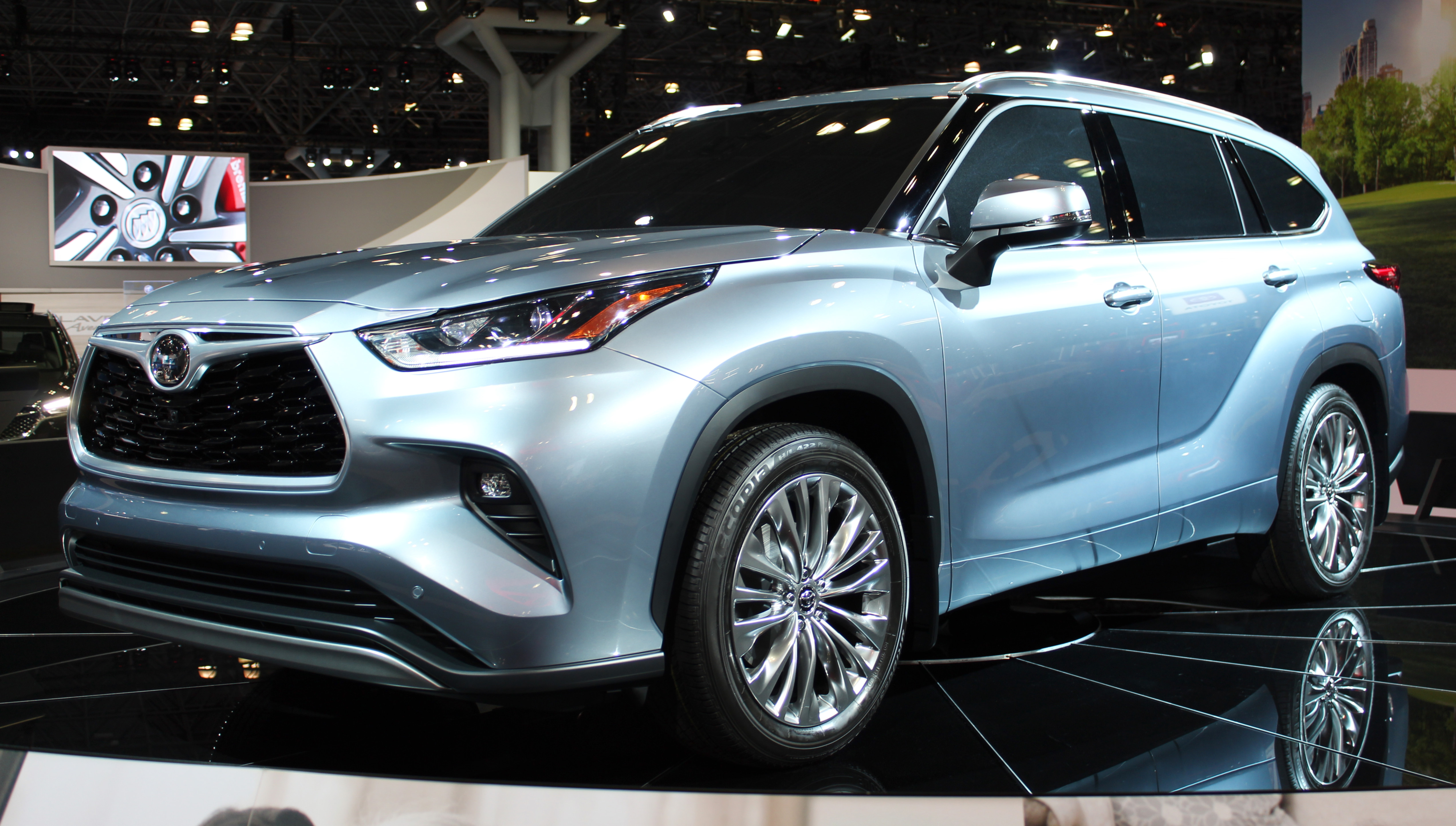
丰田汉兰达
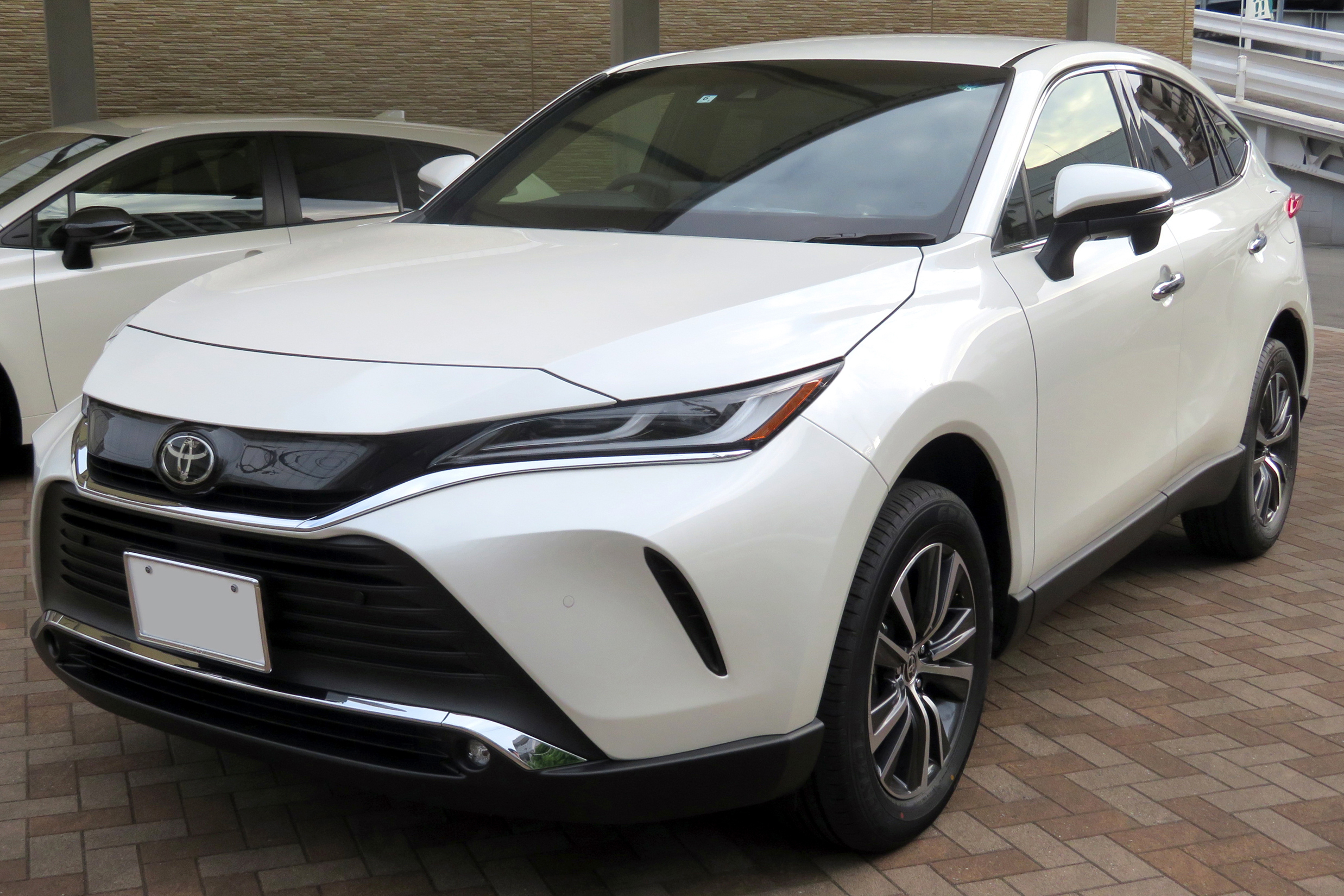
丰田Harrier（海利亚）

### TNGA-L（GA-L）
取代丰田N平台，以前置引擎（纵向）、后轮或四轮驱动车型为主。
生产年表:
- 2017年至今：凌志LC（Z100）[25]
- 2017年至今：凌志LS（XF50）[25]
- 2018至2022年：丰田皇冠（S220）[26]
- 2020年至今：丰田Mirai（JPD20）
- 2023年至今：丰田Crown Sedan（S230）

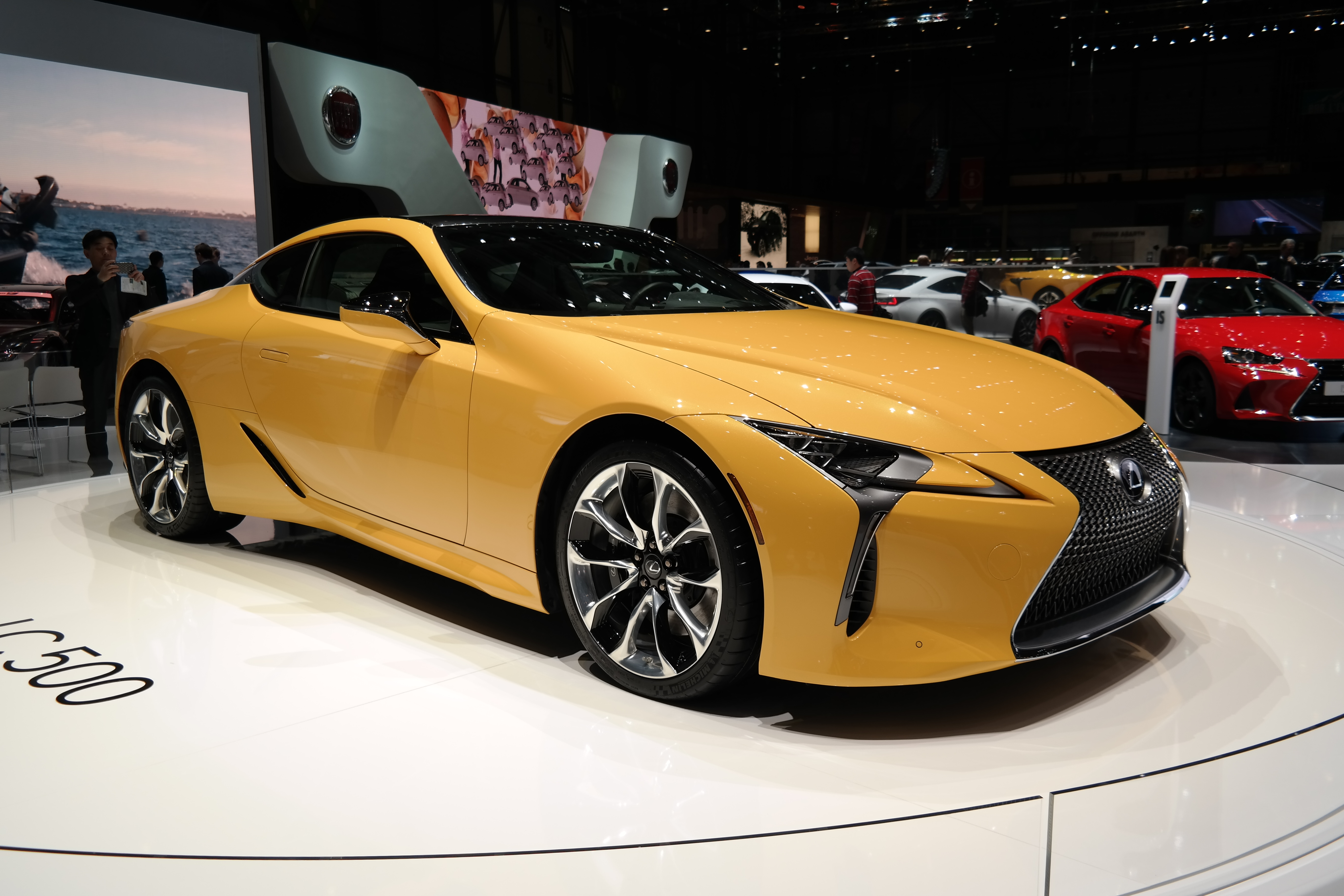
凌志 LC
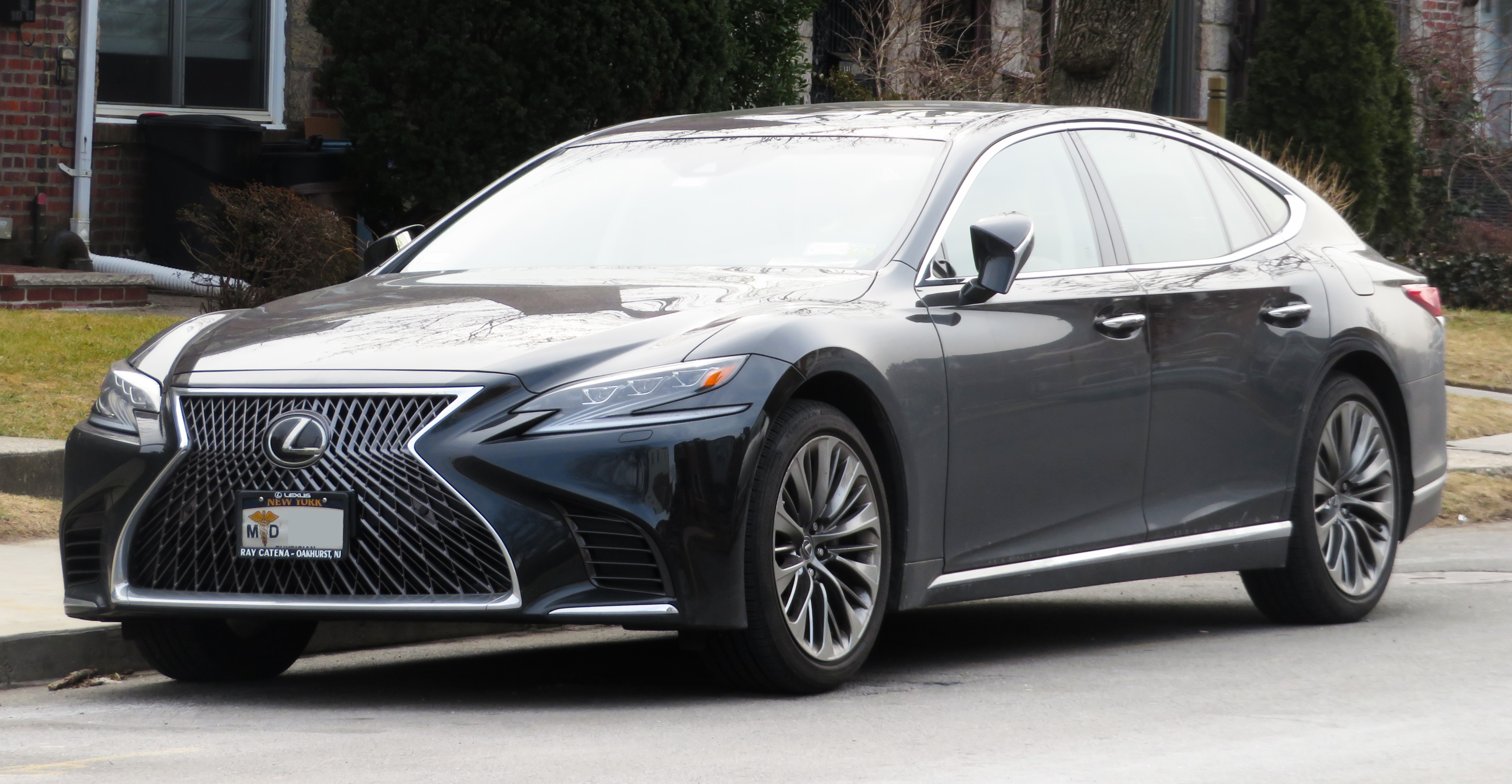
凌志 LS
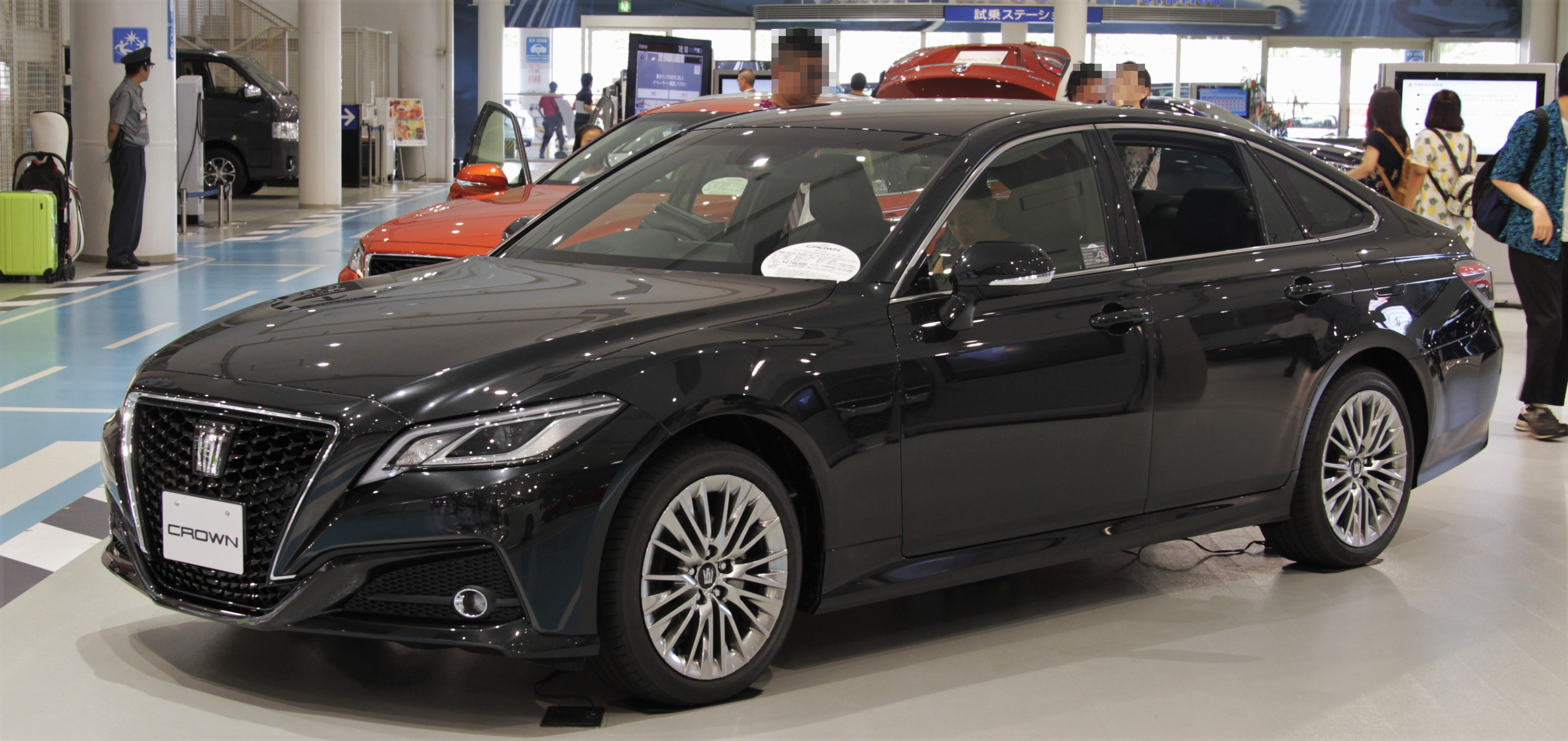
丰田皇冠
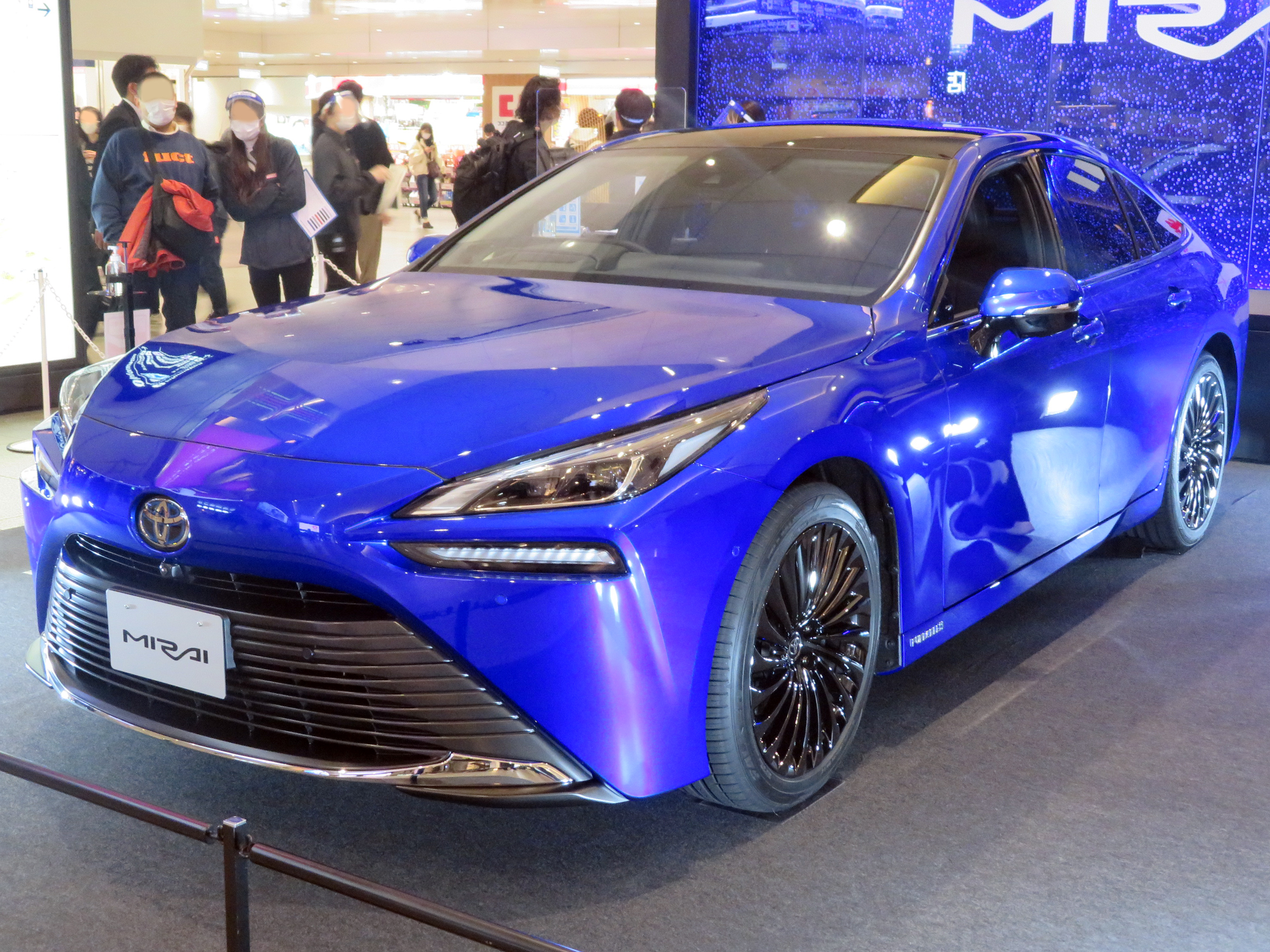
丰田Mirai（未来）